# جارمار جولین
جارمار آنتویون جولین (زاده ۱۱ دسامبر ۱۹۷۹) یک بازیکن سابق فوتبال آمریکایی است. او در ایالت سن خوزه فوتبال کالجی بازی کرده و یک فصل را در NFL برای تیم برگزیدگان کانزاس سیتی در سال ۲۰۰۲ بازی کرد.

## اوایل زندگی و شغل دانشگاهی
جولین در سان خوزه، کالیفرنیا متولد و بزرگ شد، از دبیرستان اووک گراو فارغ‌التحصیل شد. به عنوان یک سالخورده، جولین در سال ۱۹۹۷ از افتخارات USA Today All-USA برخوردار بود ژولین در سال ۱۹۹۸ در دانشگاه ایالتی سن خوزه ثبت نام کرد و در تیم فوتبال اسپارتانس ایالت سن خوزه در سال ۱۹۹۹ به عنوان یک بازیکن در پست کرنر و با ایمنی قوی، با ۲۱ تکل کامل و چهار پاس دفاع، شروع به بازی کرد. در جرم، وی یک هشت هشت یاردی را بدست آورد و ۱۲ کیکف را برای ۱۵۸ یارد برگشت. در سال ۲۰۰۰، جولین به عنوان جبهه عقب به جرم روی آورد و با عجله ۵۶۱ یارد و هشت تاچ دون را پشت سر گذاشت. وی همچنین دارای ۸۷ حیاط دریافت کننده و ۸ بارگیری در کنار ۵۰۱ حیاط بازگشت به عقب بود. جولین در سال ۲۰۰۱ یک فصل شکست را پشت سر گذاشت و با عجله برای ۸۲۰ یارد و ۱۲ تاچ داون و دریافت ۱۰۸ یارد، افتخارات تیم دوم تمام کنفرانس ورزشی را کسب کرد.

### حرفه حرفه ای فوتبال
جولین سال آخر صلاحیت فوتبالی خود را برای اعلام حضور در پیش نویس NFL 2002 کنار گذاشت. با این حال، وی انتخاب نشد و وی در تاریخ ۲۹ آوریل ۲۰۰۲ با کانزاس سیتی روفرز جولین پس از از دست دادن پیش فصل و اوایل فصل عادی به دلیل آسیب دیدگی از ناحیه مچ پا، مدتی را در تیم تمرین گذراند تا اینکه در دسامبر به لیست فعال صعود کرد و در دو بازی پایانی فصل نیز در تیم‌های ویژه بازی کرد. جولین پس از پیش فصل ۲۰۰۳ آزاد شد. جولین تلاش کرد با فوتبال Oakland Raiders در فوتبال بازگردد و در فوریه ۲۰۰۵ به NFL اروپا اختصاص یافت و یک ماه بعد قطع شد.